# Finotina
Finotina is een geslacht van rechtvleugeligen uit de familie veldsprinkhanen (Acrididae). De wetenschappelijke naam van dit geslacht is voor het eerst geldig gepubliceerd in 1923 door Uvarov.

## Soorten
Het geslacht Finotina omvat de volgende soorten:
- Finotina polychroma Descamps & Wintrebert, 1967
- Finotina radama Brancsik, 1893
- Finotina ranavaloae Finot, 1907